# Elezioni per l'Assemblea nazionale per il Galles del 2011
Le elezioni per l'Assemblea Nazionale per il Galles del 2011 si svolsero giovedì 5 maggio 2011, per eleggere i membri dell'Assemblea Nazionale per il Galles (oggi chiamata Parlamento gallese). Si trattò delle quarte elezioni sin dalla creazione dell'Assemblea.
Le elezioni portarono a maggiori seggi per il Partito Laburista Gallese al governo, che ottenne quattro seggi in più rispetto alla tornata elettorale precedente e giunse ad avere il 50% dei seggi assembleari; il partito si assicurò una crescita del 10% dei consensi. I Conservatori Gallesi emersero come il principale partito di opposizione con 14 seggi, con un aumento netto di due, ma il leader di partito Nick Bourne non venne rieletto. Il partner minore del governo di coalizione, il nazionalista Plaid Cymru, subì una perdita di voti e di 4 seggi. I Liberal Democratici Gallesi persero una quota significativa del voto popolare, e riuscirono ad eleggere cinque deputati, con la perdita di un seggio.
Le elezioni si svolsero lo stesso giorno delle elezioni per i 26 distretti dell'Irlanda del Nord, delle elezioni parlamentari in Scozia, delle elezioni per l'Assemblea dell'Irlanda del Nord, di diverse elezioni locali e del referendum elettorale.

## Sistema elettorale
Alle elezioni generali per l'Assemblea Nazionale per il Galles, ogni elettore ha due voti in un sistema proporzionale misto. Il primo voto è per il sistema a collegi uninominali, in cui viene eletto il vincitore del singolo collegio eletto con il sistema first-past-the-post. Il secondo voto è assegnato a liste regionali con il metodo d'Hondt, tenendo in considerazione i risultati dei collegi uninominali. Il risultato complessivo è, in maniera approssimata,  proporzionale.
Il diritto di voto all'Assemblea fu garantito a tutti i cittadini britannici, irlandesi, del Commonwealth e dell'Unione europea risiedenti nel Galles, con una età superiore a 18 anni.

## Risultati

Composizione dopo le elezioni.

| Partito | Partito                                    | Sistema a membri addizionali | Sistema a membri addizionali | Sistema a membri addizionali | Sistema a membri addizionali | Sistema a membri addizionali | Sistema a membri addizionali | Sistema a membri addizionali | Sistema a membri addizionali | Sistema a membri addizionali | Sistema a membri addizionali | Seggi totali | Seggi totali | Seggi totali |
| Partito | Partito                                    | Collegi                      | Collegi                      | Collegi                      | Collegi                      | Collegi                      | Regioni                      | Regioni                      | Regioni                      | Regioni                      | Regioni                      | Seggi totali | Seggi totali | Seggi totali |
| Partito | Partito                                    | Voti                         | %                            | +/-                          | Seggi                        | +/-                          | Voti                         | %                            | +/-                          | Seggi                        | +/-                          | Totale       | +/-          | %            |
| ------- | ------------------------------------------ | ---------------------------- | ---------------------------- | ---------------------------- | ---------------------------- | ---------------------------- | ---------------------------- | ---------------------------- | ---------------------------- | ---------------------------- | ---------------------------- | ------------ | ------------ | ------------ |
|         | Partito Laburista Gallese                  | 401.677                      | 42,3                         | 10,1                         | 28                           | 4                            | 349.935                      | 36,9                         | 7,3                          | 2                            | Stabile                      | 30           | 4            | 50,0         |
|         | Conservatori Gallesi                       | 237.388                      | 25,0                         | 2,6                          | 6                            | 1                            | 213.773                      | 22,5                         | 1,0                          | 8                            | 1                            | 14           | 2            | 23,3         |
|         | Plaid Cymru                                | 182.907                      | 19,3                         | 3,1                          | 5                            | 2                            | 169.799                      | 17,9                         | 3,1                          | 6                            | 2                            | 11           | 4            | 18,3         |
|         | Liberal Democratici Gallesi                | 100.259                      | 10,6                         | 4,2                          | 1                            | 2                            | 76.349                       | 8,0                          | 3,7                          | 4                            | 1                            | 5            | 1            | 8,3          |
|         | Partito per l'Indipendenza del Regno Unito | —                            | —                            | —                            | 0                            | —                            | 43.756                       | 4,6                          | 0,7                          | 0                            | Stabile                      | 0            | Stabile      | 0            |
|         | Partito Verde di Inghilterra e Galles      | 1.515                        | 0,2                          | —                            | 0                            | Stabile                      | 32.649                       | 3,4                          | 0,1                          | 0                            | Stabile                      | 0            | Stabile      | 0            |
|         | Partito Laburista Socialista               | —                            | —                            | —                            | 0                            | —                            | 23.020                       | 2,4                          | 1,1                          | 0                            | Stabile                      | 0            | Stabile      | 0            |
|         | Partito Nazionale Britannico               | 7.056                        | 0,7                          | —                            | 0                            | —                            | 22.610                       | 2,4                          | 1,9                          | 0                            | Stabile                      | 0            | Stabile      | 0            |
|         | Indipendente                               | 12.478                       | 1,3                          | 1,1                          | 0                            | 1                            | 1.094                        | 0,1                          | 0,9                          | 0                            | Stabile                      | 0            | 1            | 0            |
|         | Altri                                      | 5.973                        | 0,6                          | —                            | —                            | —                            | 16.403                       | 1,7                          | —                            | —                            | —                            | —            | —            | —            |

|                     |                     |  |       |       |
| ------------------- | ------------------- |  | ----- | ----- |
| Laburisti           | Laburisti           |  | 36,9% | 36,9% |
| Conservatori        | Conservatori        |  | 22,5% | 22,5% |
| Plaid Cymru         | Plaid Cymru         |  | 17,9% | 17,9% |
| Liberal Democratici | Liberal Democratici |  | 8,0%  | 8,0%  |
| UKIP                | UKIP                |  | 4,6%  | 4,6%  |
| Verdi               | Verdi               |  | 3,5%  | 3,5%  |
| Altri               | Altri               |  | 6,6%  | 6,6%  |

|                     |                     |  |       |       |
| ------------------- | ------------------- |  | ----- | ----- |
| Laburisti           | Laburisti           |  | 50,0% | 50,0% |
| Conservatori        | Conservatori        |  | 23,3% | 23,3% |
| Plaid Cymru         | Plaid Cymru         |  | 18,3% | 18,3% |
| Liberal Democratici | Liberal Democratici |  | 8,3%  | 8,3%  |